# JoJo's Bizarre Adventure: Golden Wind
JoJo's Bizarre Adventure: Golden Wind (ジョジョの奇妙な冒険 黄金の風, JoJo no Kimyō na Bōken Ōgon no Kaze) é a quinta temporada da animação JoJo's Bizarre Adventure produzido pelo estúdio David Production, série baseada no mangá JoJo's Bizarre Adventure  de Hirohiko Araki. Esta temporada da animação e a quinta parte do mangá, Golden Wind.
Em 2001, dois anos após os eventos de Diamond Is Unbreakable , Koichi Hirose é enviado para a Itália por Jotaro Kujo, que o incumbe de investigar uma pessoa conhecida como Haruno Shiobana, cujo nome verdadeiro é revelado mais tarde como Giorno Giovanna, filho de Jonathan Joestar e indiretamente Dio Brando. A história segue então Giorno em seu objetivo de chegar ao topo do grupo mafioso "Passione" no qual seu objetivo e de transformá-los em um bando de ladrões honrados.
A adaptação do anime Golden Wind foi anunciada pessoalmente pelo criador da série Hirohiko Araki na exposição "Ripples of Adventure" em 21 de junho de 2018. Essa temporada foi dirigida por Naokatsu Tsuda O designer de personagens foi Takahiro Kishida, e o diretor de animação, Shun'ichi Ishimoto. Yugo Kanno retornou na composição musica como nas temporadas anteriores. 
A série foi dirigida por Naokatsu Tsuda, que foi acompanhado pelos diretores, Yasuhiro Kimura e Hideya Takahashi, diretor de animação foi Shun'ichi Ishimoto, Yasuko Kobayashi continuou como roteirista, desenhos de personagens foi feito por Takahiro Kishida e na trilha sonora foi composta mais uma vez por Yugo Kanno. 
Na Anime Expo foi exibido no dia 5 de julho de 2018 o primeiro episódio. O anime foi ao ar no Japão entre 6 de outubro de 2018 até 28 de julho de 2019 no Tokyo MX e seu afiliados, e foi transmitido via streaming pela Crunchyroll. Golden Wind possui 39 episódios.

## Temas
Aberturas
- Fighting Gold – Coda (02 ~ 21)
- Uragirimono no Requiem (裏切り者のレクイエム) – Daisuke Hasegawa (22 ~ 39)

Encerramentos
- Freek'n You – Jodeci (v1 01 ~ 04, 06 ~ 08, 10 ~ 13 v2 14 ~ 19)
- Modern Crusaders  – Enigma (22 ~ 37, 39)

## Elenco
| Personagem            | Seiyū             |
| --------------------- | ----------------- |
| Giorno Giovanna       | Kenshō Ono        |
| Bruno Bucciarati      | Yūichi Nakamura   |
| Guido Mista           | Kōsuke Toriumi    |
| Leone Abbacchio       | Junichi Suwabe    |
| Narancia Ghirga       | Daiki Yamashita   |
| Panacotta Fugo        | Junya Enoki       |
| Trish Una             | Sayaka Senbongi   |
| Diavolo               | Katsuyuki Konishi |
| Vinegar Dippio        | Sōma Saitō        |
| Jean Pierre Polnareff | Fuminori Komatsu  |
| Polpo                 | Hideo Ishikawa    |
| Mario Zucchero        | Shinya Takahashi  |
| Sale                  | Kaito Ishikawa    |
| Risotto Nero          | Shinshū Fuji      |
| Formaggio             | Jun Fukushima     |
| Illuso                | Ken Narita        |
| Prosciutto            | Tatsuhisa Suzuki  |
| Pesci                 | Subaru Kimura     |
| Melone                | Junji Majima      |
| Ghiaccio              | Nobuhiko Okamoto  |
| Squalo                | Tomoaki Maeno     |
| Tiziano               | Kenjirō Tsuda     |
| Carne                 | Daisuke Sakaguchi |
| Cioccolata            | Atsushi Miyauchi  |
| Secco                 | KENN              |
| Scolippi              | Kenji Nojima      |
| Koichi Hirose         | Yūki Kaji         |
| Jotaro Kujo           | Daisuke Ono       |
| Narrador              | Tōru Ōkawa        |

## Lista de Episódios
| # | Nº da série | Título                                                                                                 | Título em Português                             | Diretor(es) de Episódio                         | Roteirista        | Exibição original       |
| --- | ----------- | --- | ----------------------------------------------- | ----------------------------------------------- | ----------------- | ----------------------- |
| 1 | 114         | "Gōrudo Ekusuperiensu (黄金体験ゴールド・エクスペリエンス)"                                            | Gold Experience                                 | Naokatsu Tsuda                                  | Yasuko Kobayashi  | 5 de outubro de 2018    |
| Koichi Hirose viaja para Nápoles a fim de encontrar Haruno Shiobana, um possível filho de Dio. Ao chegar, ele encontra um jovem chamado Giorno Giovanna que rouba sua bagagem, descobre que ele é Haruno, e que ele tem um Stand. |             | |                                                 |                                                 |                   |                         |
| 2 | 115         | "Bucharati ga Kuru (ブチャラティが来る)"                                                               | Bucciarati Vem Aí                               | Hideya Takahashi                                | Yasuko Kobayashi  | 12 de outubro de 2018   |
| Bucciarati está procurando o responsável pelo ataque a Luca Lacrimejante, e usa seu Stand Sticky Fingers para atacar Giorno, que revida com seu Gold Experience. |             | |                                                 |                                                 |                   |                         |
| 3 | 116         | "Hei no Naka no Gyangu ni Ae (塀の中のギャングに会え)"                                                 | Visite o Gangster Atrás do Muro                 | Yasuhiro Kimura                                 | Shōgo Yasukawa    | 19 de outubro de 2018   |
| Bucciarati aceita o pedido de Giorno para entrar na Passione, e o submete ao teste que o colocará dentro da máfia. O responsável pelo teste é Polpo, um dos capos da Passione - que está encarcerado. |             | |                                                 |                                                 |                   |                         |
| 4 | 117         | "Gyangu Nyūmon (ギャング入門)"                                                                         | Iniciação na Gangue                             | Kyōhei Suzuki                                   | Shōgo Yasukawa    | 26 de outubro de 2018   |
| Quando o isqueiro reacende, o Stand de Polpo, Black Sabbath, aparece e ataca. Giorno percebe a fraqueza de Black Sabbath e o enfrenta com a ajuda de Koichi, que reconhece a flecha que o Stand inimigo está portando. |             | |                                                 |                                                 |                   |                         |
| 5 | 118         | "Porupo no Isan o Nerae! (ポルポの遺産を狙え！)"                                                       | Encontrem a Fortuna de Polpo!                   | Takahiro Kamei                                  | Yasuko Kobayashi  | 2 de novembro de 2018   |
| Giorno passa no teste pra entrar na Passione e conhece os subordinados de Bucciarati: Leone Abbacchio, Guido Mista, Narancia Ghirga, e Pannacotta Fugo. Eles imediatamente partem para Capri, a fim de reaver a fortuna secreta de Polpo.                                                                                                   |             | |                                                 |                                                 |                   |                         |
| 6 | 119         | "Mūdī Burūsu no Gyakushū (ムーディー・ブルースの逆襲)"                                                 | O Contra-Ataque de Moody Blues                  | Yoshiko Mikami                                  | Kazuyuki Fudeyasu | 9 de novembro de 2018   |
| A caminho de Capri, a equipe de Bucciarati é atacada por um Stand. Os integrantes vão sumindo um a um, e Giorno decide se deixar atacar para deixar que Abbacchio descubra exatamente quem é o culpado. |             | |                                                 |                                                 |                   |                         |
| 7 | 120         | "Sekkusu Pisutoruzu Tōjō Sono 1 (セックス・ピストルズ登場 その①)"                                      | Aparece o Sex Pistols - Parte 1                 | Kyōhei Suzuki                                   | Kazuyuki Fudeyasu | 16 de novembro de 2018  |
| Bucciarati consegue derrotar Zucchero, um membro da Passione que estava atrás da fortuna de Polpo. Contudo, graças à habilidade do Moody Blues, logo descobrem que ele estava em contato com alguém em Capri. |             | |                                                 |                                                 |                   |                         |
| 8 | 121         | "Sekkusu Pisutoruzu Tōjō Sono 2 (セックス・ピストルズ登場 その②)"                                      | Aparece o Sex Pistols - Parte 2                 | Shinji Nagata                                   | Kazuyuki Fudeyasu | 23 de novembro de 2018  |
| Giorno e Mista chegam em Capri e encontram Sale, o parceiro de Zucchero. Mista usa seu Sex Pistols para enfrentar Sale, mas o Kraft Work dele prova ser um formidável oponente. Mista consegue se defender, mas logo se vê com apenas quatro balas...                                                                                       |             | |                                                 |                                                 |                   |                         |
| 9 | 122         | "Bosu Kara no Dai-ichi Shirei (ボスからの第一指令)"                                                    | A Primeira Missão do Chefe                      | Tatsuma Minamikawa                              | Shinichi Inotsume | 30 de novembro de 2018  |
| Bucciarati e sua equipe conseguem reaver a fortuna de 10 bilhões de liras e são visitados por Pericolo, outro capo da Passione. Ele aceita o montante e imediatamente lhes confere uma nova missão do chefe - proteger sua filha, Trish Una, de um grupo de traidores da organização.                                                       |             | |                                                 |                                                 |                   |                         |
| 10 | 123         | "Hittoman Chīmu (暗殺者ヒットマンチーム)"                                                              | Time de Assassinos                              | Jirō Fujimoto                                   | Shinichi Inotsume | 7 de dezembro de 2018   |
| Narancia é atacado pelo Stand de Formaggio, Little Feet, e começa a encolher pouco a pouco, mas revida com seu próprio Stand - Aerosmith. Ao ser perseguido por Narancia, Formaggio relembra algo que o chefe fez com sua equipe para servir de lição...hitman team to send them a message...                                               |             | |                                                 |                                                 |                   |                         |
| 11 | 124         | "Narancha no Earosumisu (ナランチャのエアロスミス)"                                                    | O Aerosmith do Narancia                         | Shinji Nagata                                   | Shinichi Inotsume | 14 de dezembro de 2018  |
| Formaggio usa seu Little Feet para reduzir o tamanho de Narancia a centímetros e capturá-lo para descobrir onde está Trish, a filha do chefe. Narancia é enjaulado em uma garrafa ao lado de uma aranha, mas está determinado a não revelar nada e usar o Aerosmith para reagir.                                                            |             | |                                                 |                                                 |                   |                         |
| 12 | 125         | "Bosu Kara no Daini Shirei (ボスからの第二指令)"                                                       | A Segunda Missão do Chefe                       | Takahiro Kamei                                  | Shōgo Yasukawa    | 21 de dezembro de 2018  |
| Para proteger Trish do ataque do Time de Assassinos, o chefe ordena que Bucciarati e sua equipe encontrem uma chave em Pompeia, a ser usada num veículo seguro que os ajudará no futuro. Giorno, Abbacchio e Fugo são destacados para a missão.                                                                                             |             | |                                                 |                                                 |                   |                         |
| 13 | 126         | "Man in za Mirā to Pāpuru Heizu (マン・イン・ザ・ミラーとパープル・ヘイズ)"                            | Man in the Mirror e Purple Haze                 | Yasuo Ejima                                     | Shōgo Yasukawa    | 28 de dezembro de 2018  |
| O homem escondido no espelho é Illuso, do Time de Assassinos, que arrasta Fugo para dentro do espelho com seu Stand, Man in the Mirror. Fugo revida, invocando seu Stand, Purple Haze. Giorno quer procurar por Fugo, mas Abbacchio decide priorizar a missão e procurar a chave                                                            |             | |                                                 |                                                 |                   |                         |
| 14 | 127         | "Firentse Iki Chōtokkyū (フィレンツェ行き超特急)"                                                      | Trem Expresso para Florença                     | Kyōhei Suzuki                                   | Kazuyuki Fudeyasu | 11 de janeiro de 2019   |
| "Levem Trish para Veneza." Ao receber a nova ordem do chefe, Bucciarati e sua equipe seguem para a Estação de Nápoles. Eles encontram o bebedouro mencionado pelo chefe, mas não descobrem onde usar a chave. Enquanto isso, Prosciutto e Pesci do Time de Assassinos estão em seu encalço.                                                 |             | |                                                 |                                                 |                   |                         |
| 15 | 128         | "Za Gureitofuru Deddo Sono 1 (偉大なる死ザ・グレイトフル・デッド その①)"                               | The Grateful Dead - Parte 1                     | Tatsuma Minamikawa                              | Kazuyuki Fudeyasu | 18 de janeiro de 2019   |
| Para descobrir onde Bucciarati e sua equipe estão escondidos, Prosciutto usa os poderes de seu Stand The Grateful Dead para envelhecer todos os passageiros. Mesmo escondidos na tartaruga, Bucciarati e os outros começam a demonstrar sinais de velhice. Ao sair da tartaruga para combatê-lo, Mista é capturado pelo Beach Boy de Pesci. |             | |                                                 |                                                 |                   |                         |
| 16 | 129         | "Za Gureitofuru Deddo Sono 2 (偉大なる死ザ・グレイトフル・デッド その②)"                               | The Grateful Dead - Parte 2                     | Ken Takahashi                                   | Yasuko Kobayashi  | 25 de janeiro de 2019   |
| O #6 do Sex Pistols alerta Bucciarati sobre os inimigos e os enfrenta, mas os poderes do The Grateful Dead são demais para ele. Bucciarati toma coragem e, agarrando Prosciutto, se arremessa do trem que viaja a 150km/h. Pesci também ganha confiança renovada e ataca Bucciarati.                                                        |             | |                                                 |                                                 |                   |                         |
| 17 | 130         | "Beibī Feisu (ベイビィ・フェイス)"                                                                     | Babyface                                        | Naokatsu Tsuda, Masakazu Takahashi              | Yasuko Kobayashi  | 1 de fevereiro de 2019  |
| Depois de derrotar Prosciutto e Pesci, Bucciarati viajam para Veneza de carro. Usando sangue do Bucciarati que encontrou no local da luta, Melone, do Time de Assassinos, ativa o Babyface - um poderoso Stand de controle remoto que sai em busca de Bucciarati.                                                                           |             | |                                                 |                                                 |                   |                         |
| 18 | 131         | "Venetsia e Mukae! (ヴェネツィアへ向かえ!)"                                                            | Rumo a Veneza!                                  | Yoshihiro Miyajima                              | Shinichi Inotsume | 8 de fevereiro de 2019  |
| Ao observar a habilidade do Babyface de transformar partes humanas em outras coisas, Giorno usa seu Gold Experience para criar partes do corpo humano. Ele reconstrói seu próprio corpo e revida. Enquanto isso, Ghiaccio tenta se encontrar com Melone enquanto persegue Giorno.                                                           |             | |                                                 |                                                 |                   |                         |
| 19 | 132         | "Howaito Arubamu (ホワイト・アルバム)"                                                                 | White Album                                     | Masami Hata, Kim Min-sun                        | Kazuyuki Fudeyasu | 15 de fevereiro de 2019 |
| O Stand de Ghiaccio é capaz de envolvê-lo como um traje e é capaz de congelar tudo ao seu redor a temperaturas extremamente baixas. Giorno e Mista chegam a Veneza, apesar de parcialmente congelados. Os dois acabam presos no canal, e Mista tentará se sacrificar em nome da missão.                                                     |             | |                                                 |                                                 |                   |                         |
| 20 | 133         | "Bosu Kara no Saishū Shirei (ボスからの最終指令)"                                                      | A Missão Final do Chefe                         | Takahiro Kamei                                  | Naokatsu Tsuda    | 22 de fevereiro de 2019 |
| Mista e Giorno conseguem vencer Ghiaccio. Eles confirmam a missão no disco e seguem para o local onde devem buscar Trish. Mas, enquanto estão no elevador, ela desaparece subitamente. Bucciarati percebe quais são as verdadeiras motivações do chefe.                                                                                     |             | |                                                 |                                                 |                   |                         |
| 21 | 134         | "Kingu Kurimuzon no Nazo (キング・クリムゾンの謎)"                                                     | O Mistério do King Crimson                      | Eum Sang-yong                                   | Yasuko Kobayashi  | 1 de março de 2019      |
| Bucciarati descobre as motivações do chefe: eliminar Trish devido ao relacionamento dela com ele, levando-o a trair o chefe e salvá-la. Enquanto isso, Giorno sente que algo bizarro está acontecendo enquanto esperam pelo retorno de Bucciarati, e o stand do chefe, o King Crimson, entra em cena.                                       |             | |                                                 |                                                 |                   |                         |
| 22 | 135         | "La "G" en agallas (ガッツの「G」)"                                                                    | "G" de Garra                                    | Hikaru Murata                                   | Shōgo Yasukawa    | 15 de março de 2019     |
| Motivados por uma inabalável força de vontade e senso de justiça, Buccarati e seu time decidem trair a organização. Trish, que também quer descobrir a verdade sobre seu pai, diz aos outros que sua mãe conheceu seu pai na Sardenha. Eles decidem realizar uma última refeição em Veneza, quando Narancia é atacado por um Stand.         |             | |                                                 |                                                 |                   |                         |
| 23 | 136         | "Kurasshu to Tōkingu Heddo (クラッシュとトーキング・ヘッド)"                                           | Clash e Talking Head                            | Hitomi Ezoe                                     | Shōgo Yasukawa    | 22 de março de 2019     |
| O Stand que atacou Narancia, Clash, pertencia a Squallo, membro da guarda de elite do chefe. Além de ser atacado, Narancia agora só consegue dizer exatamente o contrário do que está pensando, graças à habilidade do Talking Head, o Stand de Tiziano, parceiro de Squallo.                                                               |             | |                                                 |                                                 |                   |                         |
| 24 | 137         | "Notōriasu Biggu (ノトーリアス・B・I・Gビッグ)"                                                        | Notorius B.I.G                                  | Kyōhei Suzuki                                   | Kazuyuki Fudeyasu | 29 de março de 2019     |
| Depois de derrotar Squallo e Tiziano, Bucciarati e sua equipe seguem para a Sardenha, a fim de desvendar o passado do chefe. Eles invadem o Aeroporto Internacional Marco Polo para sequestrar um jato, mas um estranho homem os segue até lá, e é morto por Mista antes que possa ativar seu Stand.                                        |             | |                                                 |                                                 |                   |                         |
| 25 | 138         | "Supaisu Gāru (スパイス・ガール)"                                                                      | Spice Girl                                      | Masakazu Takahashi                              | Kazuyuki Fudeyasu | 5 de abril de 2019      |
| Carne, que foi morto por Mista no aeroporto, ativou seu Stand Notorious B.I.G ao morrer. Notorious B.I.G reage a movimentos, e consegue arrancar os dois braços de Giorno, tornando-o incapaz de usar os poderes do Gold Experience. Antes de perdê-los, contudo, Giorno consegue dar vida ao seu broche para reconstruir uma mão.          |             | |                                                 |                                                 |                   |                         |
| 26 | 139         | "Honno Sukoshi Mukashi no Monogatari ~Boku no Na wa Doppio~ (ほんの少し昔の物語 ~ぼくの名はドッピオ~)" | Um Pequeno Conto do Passado ~ Meu Nome É Doppio | Takahiro Kamei, Hikaru Murata, Hiroyoshi Aoyagi | Shinichi Inotsume | 12 de abril de 2019     |
| No verão de 1965, uma mulher deu à luz um bebê dentro de uma prisão feminina no meio do Mar Adriático - e por incrível que pareça, ela não teve contato com homem algum por dois anos. O tempo passou, e um jovem chega na Sardenha. Seu nome é Doppio.                                                                                     |             | |                                                 |                                                 |                   |                         |
| 27 | 140         | "Kingu Kurimuzon vs. Metarika (キング・クリムゾン vs. メタリカ)"                                       | King Crimson vs. Metallica                      | Shinji Nagata                                   | Akira Horiuchi    | 19 de abril de 2019     |
| Risotto percebe que Doppio deve ser um usuário de Stand e um homem de confiança do chefe, e usa seu Stand Metallica contra ele. Metallica é capaz de manipular o magnetismo para atacar Doppio, que revisa com a parcela do poder que recebeu do chefe.                                                                                     |             | |                                                 |                                                 |                   |                         |
| 28 | 141         | "Ima ni mo Ochite Kisō na Sora no Shita de (今にも落ちて来そうな空の下で)"                             | Sob um Céu Prestes a Desabar                    | Hideya Takahashi                                | Yasuko Kobayashi  | 26 de abril de 2019     |
| Doppio fica à beira da morte após a luta com Risotto, mas consegue vencê-lo usando o Aerosmith do Narancia. Bucciarati e Narancia sobem o penhasco para averiguar o inimigo que Aerosmith metralhou, deixando Abbacchio na praia enquanto investiga o pilar com seu Moody Blues.                                                            |             | |                                                 |                                                 |                   |                         |
| 29 | 142         | "Mokutekichi wa Rōma! Korosseo (目的地はローマ！コロッセオ)"                                           | Vamos para o Coliseu de Roma!                   | Yūsuke Kubo                                     | Shōgo Yasukawa    | 10 de maio de 2019      |
| Pouco antes de morrer, Abbacchio usa seu Moody Blues para produzir uma cópia do rosto e das impressões digitais do chefe. Os outros tentam usar isso para descobrir a identidade do chefe, mas são contatados por um sujeito desconhecido, que revela o nome de seu alvo: Diavolo.                                                          |             | |                                                 |                                                 |                   |                         |
| 30 | 143         | "Gurīn Dei to Oashisu Sono 1 (グリーン・ディとオアシス その①)"                                         | Green Day e Oasis - Parte 1                     | Yōji Satō                                       | Shōgo Yasukawa    | 17 de maio de 2019      |
| Bucciarati e seu grupo se deparam com dois assassinos a mando do chefe: Cioccolata e Secco. Cioccolata ataca com seu Stand Green Day, que corrói qualquer criatura viva usando seu mofo, e mata a vila de pescadores onde o grupo desembarcou.                                                                                              |             | |                                                 |                                                 |                   |                         |
| 31 | 144         | "Gurīn Dei to Oashisu Sono 2 (グリーン・ディとオアシス その②)"                                         | Green Day e Oasis - Parte 2                     | Yasuhiro Kimura                                 | Kazuyuki Fudeyasu | 24 de maio de 2019      |
| Cioccolata entrou no helicóptero rumo a Roma, expandindo ainda mais o alcance da habilidade de seu Green Day. O grupo de Bucciarati tenta impedi-lo, mas Secco os detém. Bucciarati decide enfrentá-lo enquanto Giorno e Mista correm atrás de Cioccolata.                                                                                  |             | |                                                 |                                                 |                   |                         |
| 32 | 145         | "Gurīn Dei to Oashisu Sono 3 (グリーン・ディとオアシス その③)"                                         | Green Day e Oasis - Parte 3                     | Shinji Nagata                                   | Kazuyuki Fudeyasu | 31 de maio de 2019      |
| Após uma feroz batalha, Giorno e Mista derrotam Cioccolata. Contudo, Secco recebe a última mensagem de voz de Cioccolata, onde descobre que no Coliseu está o segredo para derrotar o chefe. |             | |                                                 |                                                 |                   |                         |
| 33 | 146         | "Soitsu no Na wa Diaboro (そいつの名はディアボロ)"                                                     | Seu Nome é Diavolo                              | Hiroyoshi Aoyagi, Keīchi Matsuki                | Akira Horiuchi    | 7 de junho de 2019      |
| Bucciarati vence a luta contra Secco, mas seu corpo chega ao seu limite. O chefe já havia chegado em Roma, e usou o Doppio para se aproximar de Bucciarati. Com a saúde debilitada, Bucciarati confunde Doppio com Trish, e Doppio aproveita-se do engano.                                                                                  |             | |                                                 |                                                 |                   |                         |
| 34 | 147         | "Rekuiemu wa Shizuka ni Kanaderareru Sono 1 (鎮魂歌レクイエムは静かに奏でられる その①)"                | O Réquiem Toca Silenciosamente - Parte 1        | Norihito Takahashi                              | Shōgo Yasukawa    | 14 de junho de 2019     |
| Jean Pierre Polnareff guarda o segredo para derrotar o chefe, mas ele é interpelado não por Bucciarati ou seus aliados, mas por Diavolo, chefe da Passione, em pessoa. Diavolo invoca o King Crimson para acabar com Polnareff de uma vez por todas, mas Polnareff invoca o Silver Chariot e o perfura com a flecha.                        |             | |                                                 |                                                 |                   |                         |
| 35 | 148         | "Rekuiemu wa Shizuka ni Kanaderareru Sono 2 (鎮魂歌レクイエムは静かに奏でられる その②)"                | O Réquiem Toca Silenciosamente - Parte 2        | Yūsuke Kubo                                     | Shinichi Inotsume | 21 de junho de 2019     |
| Após ser perfurado pela flecha, Silver Chariot torna-se Silver Chariot Requiem e fica fora de controle, fazendo com que as almas das pessoas trocassem de lugar. Durante a confusão, Polnareff revela-se para Giorno e os outros, e confessa que o poder da flecha pode conferir a alguém a habilidade de controlar a mente das pessoas.    |             | |                                                 |                                                 |                   |                         |
| 36 | 149         | "Diaboro Fujō (ディアボロ浮上)"                                                                        | Diavolo Emerge                                  | Takahiro Kamei                                  | Shinichi Inotsume | 28 de junho de 2019     |
| Como resultado do verdadeiro poder do Silver Chariot Requiem, algo estranho acontece com o corpo de Polnareff, incitando Bucciarati e o bando a reaver a flecha o quanto antes, mas Giorno logo percebe que a mente de Diavolo está presente em um dos corpos.                                                                              |             | |                                                 |                                                 |                   |                         |
| 37 | 150         | "Kingu Obu Kingusu (王の中の王キング・オブ・キングス)"                                                 | Rei dos Reis                                    | Kyōhei Suzuki                                   | Kazuyuki Fudeyasu | 5 de julho de 2019      |
| Diavolo, que estava possuindo o corpo da Trish, consegue resolver o mistério que envolve o Silver Chariot Requiem, e assim consegue tomar posse da flecha. Giorno e os outros atacam-no para reavê-la, mas nenhum de seus ataques conecta graças ao Epitaph.                                                                                |             | |                                                 |                                                 |                   |                         |
| 38 | 151         | "Gōrudo Ekusuperiensu Rekuiemu (ゴールド・Eエクスペリエンス・レクイエム)"                              | Gold Experience Requiem                         | Shō Sugawara                                    | Yasuko Kobayashi  | 28 de julho de 2019     |
| Giorno pega a flecha que Bucciarati e sua equipe obtiveram e perfura Gold Experience com ela durante a batalha final contra Diavolo. O Gold Experience evolui para Gold Experience Requiem e impede Diavolo de alcançar a realidade da "morte", forçando-o a sofrer um fim que nunca acaba.                                                 |             | |                                                 |                                                 |                   |                         |
| 39 | 152         | "Nemureru Dorei (眠れる奴隷)"                                                                          | Escravos Dormentes                              | Yasutoshi Iwasaki, Hideya Takahashi             | Yasuko Kobayashi  | 28 de julho de 2019     |
| Antes do surgimento de Giorno, um certo florista abordou Bucciarati, dizendo-lhe que sua filha pulou do topo do prédio abraçada a uma estranha rocha, e pedindo-lhe que descobrisse a verdade sobre o incidente. Encarregado da missão, Mista decide investigar Scolippi, um escultor que namorava a garota.                                |             | |                                                 |                                                 |                   |                         |